# Ernst Dubach
Ernst Dubach (* 20. Januar 1881 in Biel; † 14. Januar 1982 ebenda) war ein Schweizer Radrennfahrer.
Ernst Dubach war Profi von 1900 bis 1914. 1902 wurde er Schweizer Strassenmeister. Weitere Siege waren: Meisterschaft von Biel (1900), Grand Prix de Tramelan (1902), Meisterschaft von Seeland (1901) und Preis von Zofingen (1901). Nach seinem Rücktritt als Profi wurde er zweimal Schweizer Bergmeister der Senioren (1917 und 1919).
Dubach blieb bis ins hohe Alter sportlich aktiv. Noch mit 80 Jahren fuhr er täglich 150 Kilometer mit dem Rad; erst mit 96 Jahren gab er das Radfahren auf. Ernst Dubach starb 1982 kurz vor seinem 101. Geburtstag.